# Красье
Красье (фр. Crassier) — коммуна в округе Ньон в кантоне Во в Швейцарии.

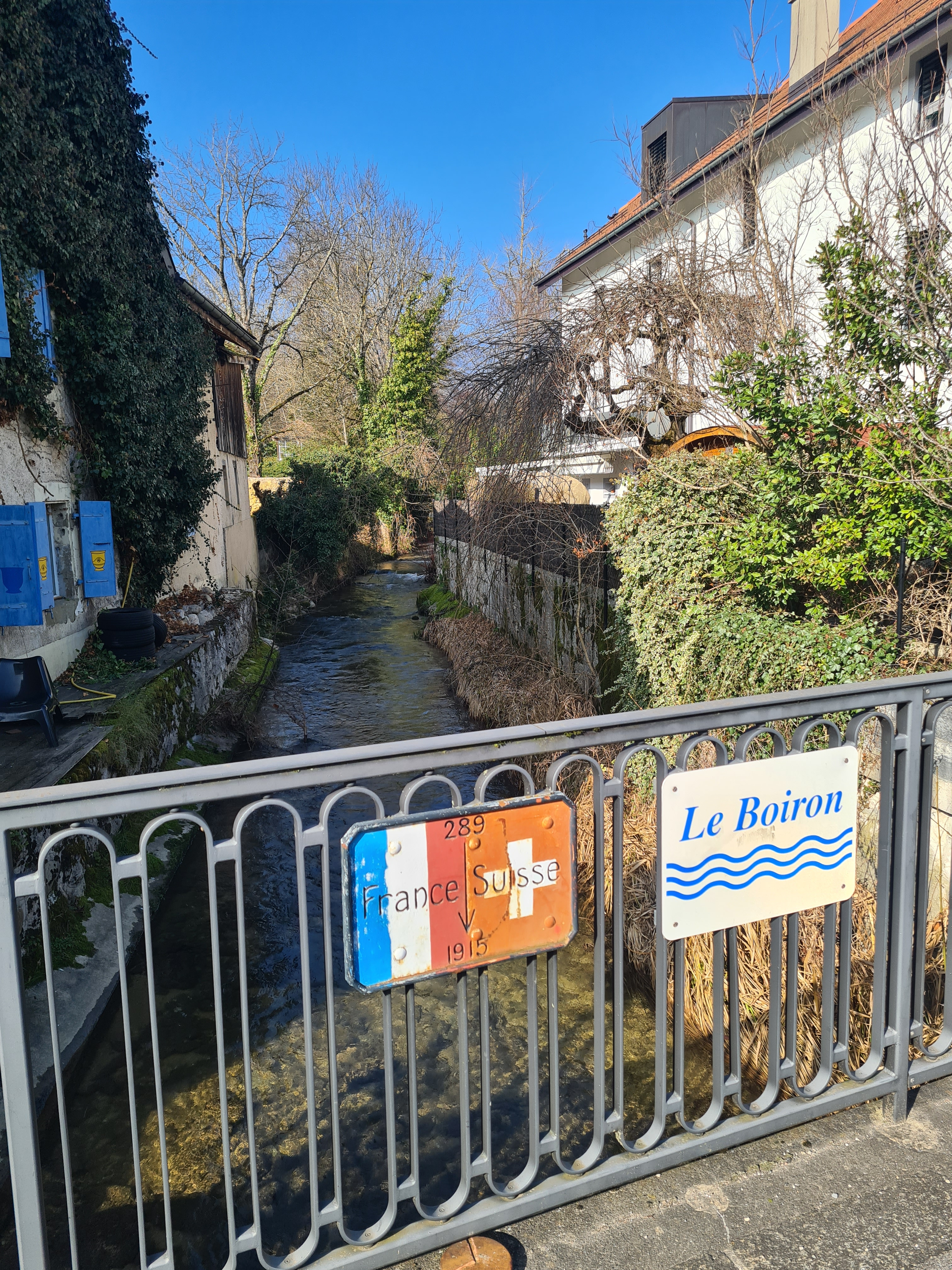
Французско-швейцарская граница в Красье

Расположена между горами Юра и Женевским озером, на границе с Францией. К востоку находится Ньон, к югу — коммуна Версуа кантона Женева и Женева, к юго-западу — французская коммуна Жекс, к северо-западу — Ла-Рип, к северу — Женжен.

## История
Красье связана с семьей Жермены де Сталь. Здесь родилась её мать Сюзанна Кюршо (мадам Неккер) и жила её дочь.